# Tetrix akagiensis
Tetrix akagiensis is een rechtvleugelig insect uit de familie doornsprinkhanen (Tetrigidae). De wetenschappelijke naam van deze soort is voor het eerst geldig gepubliceerd in 1999 door Uchida & Ichikawa.